# Едвин Фишер
Едвин Фишер (на немски: Edwin Fischer) е швейцарски пианист, диригент с класически репертоар. Отличава се като един от най-великите пианисти на XX век, особено по отношение изпълнението на немска музика, по традиция свързвана с имената на Йохан Себастиан Бах, Лудвиг ван Бетовен, Волфганг Амадеус Моцарт и Франц Шуберт.

## Биография
Роден е на 6 октомври 1886 г. в Базел, във френската част на Швейцария, и първоначално изучава музика в родината си, а по-късно в Берлин. Участва в Първата световна война. През 1926 г. става диригент на Националната филхармония в Любек.
Освен солови рецитали, концертни изпълнения и дирижиране на оркестрови творби, Фишер изпълнява и камерна музика.
Почетен доктор на университетите в Кьолн (1928) и Базел (1956).
Умира на 24 януари 1960 г.

## За него
- Moritz von Bredow, Rebellische Pianistin. Das Leben der Grete Sultan zwischen Berlin und New York. Schott Music, Mainz, 2012 ISBN 978-3-7957-0800-9
- Gavoty B. Edwin Fischer. Geneva, 1954.
- Smithson R. The recordings of Edwin Fischer. London, 1990.